# The Birds of Australia
The Birds of Australia è un libro scritto dall'ornitologo John Gould e pubblicato, in sette volumi, tra il 1840 e il 1848. Fu la prima indagine completa sugli uccelli dell'Australia e comprende la descrizione di 681 specie, 328 delle quali erano nuove per la scienza e descritte per la prima volta da Gould.

## Descrizione
Gould e sua moglie Elizabeth si recarono in Australia, dall'Inghilterra, nel 1838, per preparare un libro. Trascorsero poco meno di due anni per raccogliere dati sugli esemplari descritti nel libro. John viaggiò molto e realizzò vaste collezioni di uccelli australiani e altri animali. Elizabeth, che aveva illustrato diversi precedenti libri del marito, realizzò centinaia di disegni da pubblicare su The Birds of Australia.
Le lastre relative ai disegni contenuti nel libro vennero prodotte con la litografia. Elizabeth produsse 84 lastre prima di morire, nel 1841, Edward Lear e Waterhouse Hawkins una ciascuno e le restanti 595 vennero realizzate da H. C. Richter da disegni di Elizabeth e vennero pubblicate sotto il suo nome.
Fu creata una tiratura di 250 copie dei sette volumi completi e alcuni esemplari sono stati recemente venduti a delle aste pubbliche per più di 350.000 dollari australiani.
Nel 1865, Gould pubblicò una edizione rivista e ampliata dell'opera, in due volumi, dal titolo Handbook to the Birds of Australia.